# The Ricky Gervais Show
The Ricky Gervais Show é uma comédia de áudio do Reino Unido, estrelando Ricky Gervais, Stephen Merchant e Karl Pilkington, que mais tarde foi adaptado em uma versão animada televisiva na HBO e Channel 4 em 2010. O show estreou em Novembro de 2001 pelo Xfm, e foi ao ar semanalmente entre 2002, 2003, 2004 e meados de 2005. Em Novembro de 2005, Guardian Unlimited apresentou o show como podcast de 12 episódios. Entre Janeiro e Fevereiro de 2006, o podcast foi consistentemente classificado como o podcast número um do mundo, em 2007, o Livro Guinness de Recordes Mundiais considerou o podcast mais baixado do mundo, tendo ganho uma média de 261.670 downloads por episódio durante o seu primeiro mês. Segundo a BBC, em Setembro de 2006, os podcasts da série foram adquiridos por quase 8 milhões de pessoas. BBC, Setembro 2006, os podcasts da série foram adquiridos por quase 8 milhões de pessoas.